# Zbigniew de Polònia
Zbigniew (després de 1070 - 1112) era el fill primogènit il·legítim de Ladislau I Herman i Przecława. Originalment va ser destinat al clergat, i passà uns anys en el claustre de Quedlinburg (ara Saxònia-Anhalt a Alemanya).
El 1093 a Polònia els nobles comandats per Sieciech s'oposaren a Ladislau Herman al voivodat. El 1098 Zbigniew i el seu germà més jove Boleslau Wrymouth van convèncer el seu pare per desterrar Sieciech i donar-los províncies separades. Bolesław va rebre Petita Polònia, Silèsia, Lubusz i probablement Sandomierz i Lublin i Zbigniew que va rebre Gran Polònia (amb Gniezno), Cuiàvia, Łęczyca i Siradia, mentre ell es quedava Masovia i les principals ciutats com Wrocław, Kraków i Sandomierz. A la mort de Ladislau I Herman el 1102, es van crear dos estats independents que van lluitar per la supremacia fins que Zbigniew fou desterrat el 1107 per Ladislau que es convertia en únic governant i va cercar ajuda a l'emperador Enric V. El 1109 Zbigniew s'unia a la campanya de l'emperador Enric V contra Polònia, que acabava amb la victòria de Boleslau a la batalla d'Hundsfeld.
El 1112 fou enganyat per Boleslau i torna a Polònia a on poc després morí.